# Station Dublin-Pearse
Station Dublin-Pearse is een treinstation in Dublin. Het station is gebouwd boven straatniveau en werd geopend in 1834. Pearse wordt met name gebruikt door forenzen. Naast de DARTlijn, vertrekken van Pearse treinen naar Rosslare, Dundalk en Maynooth.
Het station kreeg zijn huidige naam in  1966 bij de 50e herdenking van de Paasopstand. Met de naam worden de vrijheidsstrijders Patrick en zijn broer Willie Pearse geëerd.